# Distretto di San Carlos (Perù)
Il distretto di San Carlos è un distretto del Perù nella provincia di Bongará (regione di Amazonas) con 367 abitanti al censimento 2007 dei quali 295 urbani e 72 rurali.
È stato istituito fin dall'indipendenza.